# Леони, Теа
Эли́забет Те́а Панталео́ни (англ. Elizabeth Téa Pantaleoni, более известная как Те́а Лео́ни (англ. Téa Leoni); род. 25 февраля 1966[…], Нью-Йорк, Нью-Йорк) — американская актриса и продюсер. Играла в фильмах «Плохие парни», «Столкновение с бездной», «Семьянин», «Парк юрского периода 3», «Аферисты: Дик и Джейн развлекаются». Играла главную роль в сериале «Мадам госсекретарь».

## Ранние годы
Теа Леони родилась в Нью-Йорке в семье диетолога Эмили Паттерсон и юриста Энтони Панталеони. У Теа есть брат по имени Томас. Мать Леони — уроженка Техаса англосаксонского происхождения, а у её отца смешанные итальянские и польские корни. Теа — внучатая племянница актёра Хэнка Паттерсона, известного в основном по ролям в вестернах, а её бабушка по отцу — общественный деятель и актриса Хеленка Панталеони (1901—1987), дочь известного виолончелиста Джозефа Адамовского и пианистки Антонины Шумовской, приходившихся, помимо прочего, друзьями и родственниками пианисту и политику Игнацию Падеревскому. Прадед Леони по отцу был братом известного итальянского политика и экономиста Маффео Панталеони.
В 1984 году Леони окончила среднюю школу Патни в штате Вермонт. Она начала изучать антропологию и психологию в Сара-Лоуренс-колледже в Йонкерсе в штате Нью-Йорк, но прервала обучение, чтобы отправиться путешествовать. Теа жила в Токио, Италии и на острове Санта-Крус в Карибском море.
После её возвращения в США в 1988 году Леони утвердили на роль в перезапуске сериала «Ангелы Чарли». Отснятому материалу не суждено было попасть в эфир из-за забастовки в Голливуде, но Теа решила выбрать актёрство своей профессией и поселилась в Лос-Анджелесе.

## Карьера
Первое её появление на экране состоялось в мыльной опере «Санта-Барбара», где она временно исполняла роль Лизы Динаполи. Леони стала настоящей звездой в 1995 году после выхода на экраны фильма «Плохие парни» с Уиллом Смитом и Мартином Лоуренсом в главных ролях. Коммерчески успешным стал и фильм «Столкновение с бездной» (1998), в котором она сыграла журналистку Дженни Лернер. После этой роли именем Леони был назван астероид № 8299.
Также Теа продолжала сниматься на телевидении. В 1992 году она получила роль в сериале телеканала FOX «Слепой полёт», в 1995 — в комедии «Голая правда», где играла скандальную журналистку Нору Уайлд до закрытия сериала в 1998 году.
В 2000 году роль в фильме «Семьянин» c Николасом Кейджем была отмечена премией «Сатурн» в категории «Лучшая актриса». В 2001 году Теа появилась в очередном продолжении киносериала о динозаврах, фильме «Парк юрского периода 3», вместе с Уильямом Мэйси и Сэмом Ниллом.
Среди её других известных работ «Голливудский финал» (2002) режиссёра Вуди Аллена и две комедии: «Испанский английский» (2004) с Адамом Сэндлером и «Аферисты: Дик и Джейн развлекаются» (2005) с Джимом Керри.
В 2005 году ей досталась главная роль в режиссёрской работе её мужа, Дэвида Духовны, драме «Тайны прошлого», а в 2007 — в триллере «Убей меня» с Беном Кингсли.
Леони исполнила главную роль в сериале CBS «Мадам госсекретарь» во всех 6 сезонах с 2014 по 2019 год.

## Личная жизнь
С 2001 года Леони — посол доброй воли ЮНИСЕФ. Её бабушка по отцу 25 лет была президентом американского фонда ЮНИСЕФ.
Её первым мужем был телевизионный продюсер Нил Джозеф Тардио-младший. Свадьба состоялась 8 июня 1991 года в Нью-Джерси. Пара развелась в 1995 году.
Вторым мужем Леони после девяти недель знакомства стал актёр Дэвид Духовны. Их первый ребёнок — дочь Мадлен Уэст — родилась 24 апреля 1999 на юге Калифорнии. 15 июня 2002 года в Лос-Анджелесе у них родился сын Кид Миллер. В интервью американскому телешоу «Tonight» Леони сказала, что «10 лет брака и 10 лет работы в Голливуде приравниваются к 50 годам реальной жизни». В честь 10-летней годовщины она вместе с Духовны поставила татуировку на безымянном пальце. Летом 2014 года пара официально оформила развод.

## Фильмография

### Актриса
| Год       |    | Русское название                   | Оригинальное название          | Роль                         |
| --------- | -- | ---------------------------------- | ------------------------------ | ---------------------------- |
| 1989      | с  | Санта-Барбара                      | Santa Barbara                  | Лиза Динаполи                |
| 1991      | ф  | Подмена                            | Switch                         | Конни (девушка мечты)        |
| 1992      | ф  | Их собственная лига                | A League of Their Own          | Рейсин (первая база)         |
| 1992—1993 | с  | Слепой полёт                       | Flying Blind                   | Алисия                       |
| 1994      | ф  | Уайетт Эрп                         | Wyatt Earp                     | Салли                        |
| 1994      | тф | Фальшивая конкурсантка             | Counterfeit Contessa           | Джина Леонарда Нардино       |
| 1995      | ф  | Плохие парни                       | Bad Boys                       | Джули Мотт                   |
| 1995—1998 | с  | Голая правда                       | The Naked Truth                | Нора Уайлд                   |
| 1995      | с  | Фрейзер                            | Frasier                        | Шейла                        |
| 1996      | ф  | Не будите спящую собаку            | Flirting with Disaster         | Тина Калб                    |
| 1998      | ф  | Столкновение с бездной             | Deep Impact                    | Дженни Лернер                |
| 1998      | ф  | В раю рыбой не кормят              | There’s No Fish Food in Heaven | Лэндин                       |
| 2000      | ф  | Семьянин                           | The Family Man                 | Кейт Рейнольдс/Кейт Кемпбелл |
| 2000      | с  | Секретные материалы                | The X Files                    | играет саму себя             |
| 2001      | ф  | Парк юрского периода 3             | Jurassic Park III              | Аманда Кирби                 |
| 2002      | ф  | Нужные люди                        | People I Know                  | Джилли Хоппер                |
| 2002      | ф  | Голливудский финал                 | Hollywood Ending               | Элли                         |
| 2004      | ф  | Испанский английский               | Spanglish                      | Дебора Класки                |
| 2005      | ф  | Аферисты: Дик и Джейн развлекаются | Fun with Dick and Jane         | Джейн Харпер                 |
| 2005      | ф  | Тайны прошлого                     | House of D                     | миссис Варшоу                |
| 2007      | ф  | Убей меня                          | You Kill Me                    | Лорел Пирсон                 |
| 2008      | ф  | Город призраков                    | Ghost Town                     | Гвен                         |
| 2009      | ф  | Запах успеха                       | The Smell of Success           | Розмари Роуз                 |
| 2011      | тф | Весна/Осень                        | Spring/Fall                    | Марго                        |
| 2011      | ф  | Как украсть небоскрёб              | Tower Heist                    | специальный агент Клэр Дэнем |
| 2014—2019 | с  | Мадам госсекретарь                 | Madam Secretary                | Элизабет Маккорд             |
| 2025      | ф  | Смерть единорога                   | Death of a Unicorn             | Белинда Леопольд             |

### Продюсер
- 1998 — «В раю рыбой не кормят» / There’s No Fish Food in Heaven (исполнительный продюсер)
- 2007 — «Убей меня» / You Kill Me (исполнительный продюсер)

## Награды и номинации
- 2001 — Сатурн — Лучшая актриса — «Семьянин»